# György Csányi
György Csányi, född 7 mars 1922 i Budapest, död 13 december 1978 i Budapest, var en ungersk friidrottare.
Csányi blev olympisk bronsmedaljör på 4 x 100 meter vid sommarspelen 1952 i Helsingfors.